# For the Stars
For the Stars från 2001 är ett musikalbum med Anne Sofie von Otter och Elvis Costello.

## Låtlista
1. No Wonder (Elvis Costello) – 3:37
2. Baby Plays Around (Cait O'Riordan/Declan Patrick Aloysius MacManus) – 3:13
3. Go Leave (Kate McGarrigle) – 2:50
4. Rope (Elvis Costello/Fleshquartet) – 3:57
5. Don't Talk (Put Your Head on My Shoulder) (Brian Wilson/Tony Asher) – 3:13
6. Broken Bicycles / Junk (Paul McCartney / Tom Waits) – 4:06
7. The Other Woman (Jessie Mae Robinson) – 3:36
8. Like an Angel Passing Through My Room (Benny Andersson/Björn Ulvaeus) – 5:03
9. Green Song (Elvis Costello/Svante Henryson) – 4:38
10. April After All (Ron Sexsmith) – 2:52
11. You Still Believe in Me (Brian Wilson/Tony Asher) – 3:09
12. I Want to Vanish (Elvis Costello) – 2:41
13. For No One (John Lennon/Paul McCartney) – 2:00
14. Shamed Into Love (Declan Patrick Aloysius MacManus/Rubén Blades) – 3:47
15. Just a Curio (Elvis Costello/Fleshquartet) – 4:18
16. This House is Empty Now (Burt Bacharach/Elvis Costello) – 4:39
17. Take it with Me (Kathleen Brennan/Tom Waits) – 3:17
18. For the Stars (Elvis Costello) – 2:46

## Medverkande
- Anne Sofie von Otter – mezzosopran (spår 1–15)
- Elvis Costello – sång (spår 2, 6, 9–11, 14), orgel (spår 2), barytongitarr (spår 3)
- Svante Henryson – cello (spår 1, 3, 6, 7, 9, 10, 12), celtar (spår 2), kontrabas (spår 5, 11, 14)
- Mats Schubert – piano (spår 1–3, 5, 7, 10, 12, 14), munspel (spår 6, 9, 11), moog-bas (spår 9)
- Bengt Forsberg – piano (spår 1), hammondorgel (spår 1, 2, 7)
- Johan Lindström – gitarr (spår 1, 3, 9, 11), elgitarr (spår 5, 6, 10, 12, 14, 15)
- Magnus Persson – slagverk (spår 1–3, 6, 7, 10, 11), marimba (spår 1, 9), trummor (spår 3, 14), vibrafon (spår 5, 12)
- Michael Blair – trummor (spår 1), slagverk (spår 1, 12), vibrafon (spår 11, 14)
- Steve Nieve – celesta (spår 1, 11), piano (spår 6,11)
- Paul Whitsun-Jones – flygelhorn (spår 2)
- Kalle Moraeus – violin (spår 3, 10)
- Örjan Högberg – viola (spår 4, 8, 13, 15), violin (spår 4, 13, 15)
- Jonas Lindgren – violin (spår 4, 8, 13, 15)
- Sebastian Öberg – cello (spår 4, 13, 15)
- Mattias Helldén – cello (spår 4, 8, 13, 15)
- Christian Olsson – trummor (spår 4, 13, 15), slagverk (spår 4, 13, 15)
- Benny Andersson – dragspel (spår 6, 8), synthesizer (spår 8)
- Billy Bremner – gitarr (spår 6)
- Bebe Risenfors – hammondorgel (spår 7), klarinett (spår 12), dragspel (spår 12), tenorsax (spår 14)
- Ola Gustafsson – gitarr (spår 11)

## Listplaceringar
| Lista (2001)  | Topplacering |
| ------------- | ------------ |
| Sverige       | 25           |
| Norge         | 33           |
| Nederländerna | 80           |
| Tyskland      | 59           |